# Bucephalandra gigantea
Bucephalandra gigantea là một loài thực vật có hoa trong họ Ráy (Araceae). Loài này được Bogner mô tả khoa học đầu tiên năm 1984.